# Тотемические мифы

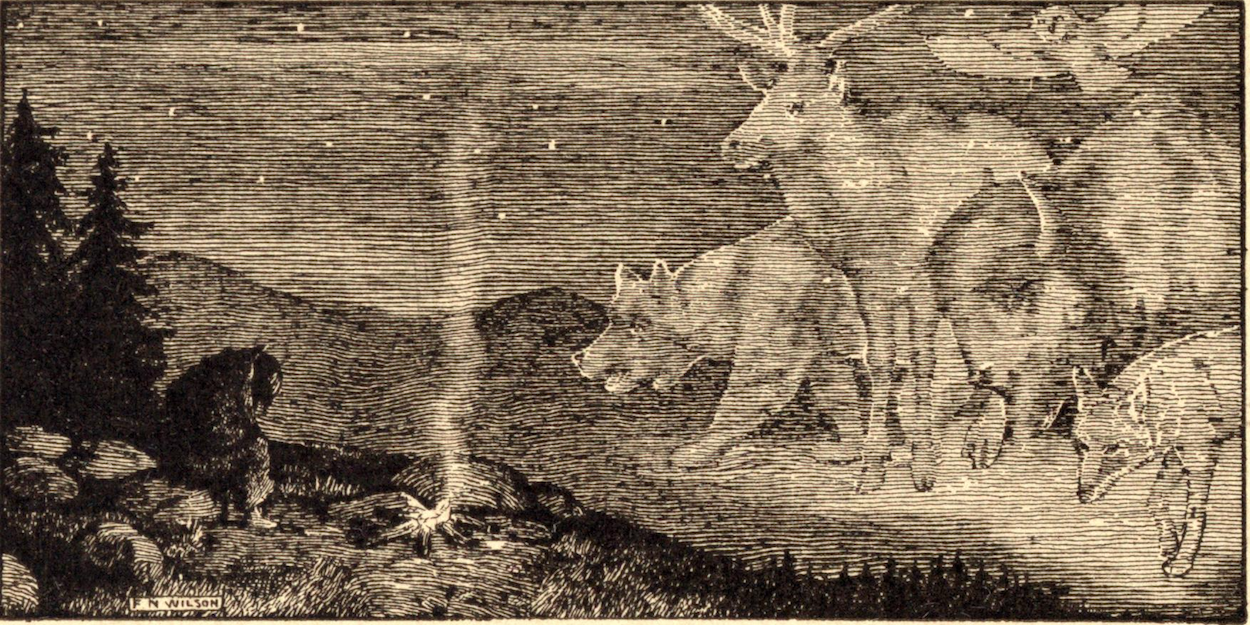
Приход духов. Фредерик Уилсон, 1914

Тотемические мифы — этиологические мифы о сверхъестественном родстве группы людей (рода или др.) и тотемом (с оджибве doodem, букв. «его род») — предком данной группы, который является животным или растением, реже — явлением природы или неодушевлённым предметом. Составляют один из компонентов тотемизма, комплекса тотемических верований и обрядов родоплеменного общества. Ранняя форма культовых мифов.

## В различных традициях
Главными персонажами архаических тотемических мифов австралийцев, бушменов, папуасов выступают зооантропоморфные тотемические первопредки, которые после завершения мифического времени первотворения превращаются в животных, камни, светила, священные объекты.
В большом количестве и в наиболее типичном виде тотемические мифы известны у австралийцев. По содержанию они просты, лишены драматизма. Фантастичность их в основном в том, что главные персонажи наделены чертами и животных, и человека. Обычно повествуется о странствиях тотемных предков, как правило, зооантропоморфных существ. Из содержания мифа не всегда понятно, о людях или о животных идёт речь. Рассказ чаще всего завершается уходом существ под землю. На месте ухода тотемный предок оставляет камень, скалу или сам превращается в этот предмет. Повествование привязано к местности, наполненной мифологическими ассоциацями — встречающиеся на пути скалы, ущелья, водоёмы являются священными тотемическими центрами, местами, где совершаются тайные обряды или хранят тотемические эмблемы, чуринги. У австралийцев известны также Бунджиль — клинохвостый орёл, и радужный змей.
Почти все тотемические мифы аранда и луритья строятся по следующей схеме: тотемные предки в одиночку или группой возвращаются на свою родину на север, реже — на запад. Подробно перечислены поиски пищи, трапезы, стойбища, произошедшие в пути встречи. Часто недалеко от родины они встречаются с местными «вечными людьми» того же тотема. Дойдя до цели, уставшие герои уходят в нору, пещеру, под землю, превращаясь в скалы, деревья, чуринги. На местах стоянок и особенно на местах смерти (ухода в землю) образованы тотемические центры. Один из типичных примеров — миф о тотемических предках, человеко-воронах (нгапа) у группы аранда.
Сложнее и разнообразнее папуасские тотемические мифы, в большом числе записанные у народа маринд-аним швейцарским этнографом П. Вирцем и немецким исследователем Г. Неверманом. Эти мифы рассказывают о тотемических предках дема, живших в «оные времена» и положивших начало обычаям и предметам материального быта. Повествуется, например, о морском орле и его человеческой жене; о деме Дехевае, по ночам превращавшемся в свинью; о сыне змеи, из головы которого выросла первая кокосовая пальма; о деме, владевшем первым луком, из тела которого люди сделали луки, а из тела его дочери — стрелы; о деме-аисте, которого никак смогли изжарить на горящих угольях; о голубях и утках, возникших из тотемических банановых листьев и саговой коры, и др.
Тотемические мифы известны также в Америке и в Африке, но в целом уже не в типичном виде, поскольку тотемизм утрачивается вместе с раннеродовым общественным строем. С тотемами связаны культурные герои — кузнечик-богомол Цагна у бушменов, 
ворон у народов Северной Азии и Америки и др., а также мифы о происхождении фратрий Пор и Мось у обских угров.
Распространенным мотивом является брак человека с зооморфным первопредком, существом зооантропоморфной природы или существом, способным к оборотничеству. Этот брак порождает народ. К этой категории относятся мифы о тигре Дусэ у орочей, олеинхе Мюйюздюу у киргизов, Мяк Эаша у саамов.
С тотемическими мифами также связывают зооморфные символы (животные, связанные с культом Марса и указующие места для поселения), фетиши духов-двойников (нагуаль) и др..

## Следы в развитых обществах
Следы тотемических мифов имеются и в мифологиях более развитых обществ. Тотемические черты хорошо прослеживаются в образах богов и культурных героев в мифологии народов Центральной и Южной Америки (Уицилопочтли, Кецалькоатль, Кукулькан). В древний период китайская династия Инь в качестве тотема почитала ласточку, сюаньнянь. Тотемические представления повлияли на позднейшие даосские мифы о чудесном рождении выдающихся людей: мать императора Яо родила его от красного дракона, мать философа Лао-цзы — от падающей звезды и др. Лунный медведь Камеи считается предком корейцев. Явные следы тотемизма содержала египетская мифология. В каждом номе (древнем племени) почиталось своё священное животное и местный бог, чаще всего с полуживотными чертами.

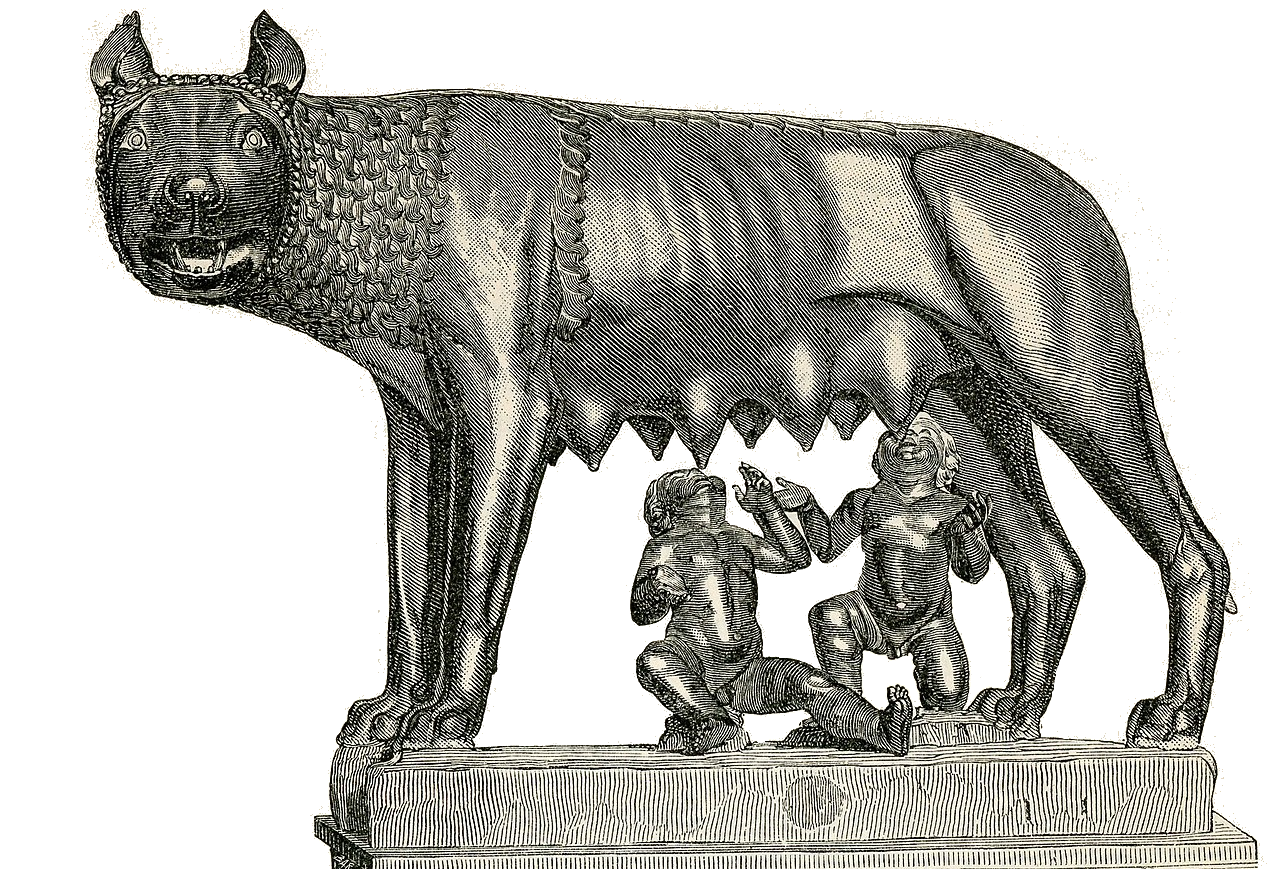
Ромул и Рем, выкормленные волчицей

В греческой мифологии известны мифы о племени мирмидонян (др.-греч. μύρμηξ «муравей»), змееногом Кекропсе — основателе Афин, полулюдях-полуконях кентаврах, часто встречается мотив превращения людей в животных или растения (миф о Нарциссе и др.), мифы о сношениях со смертными женщинами Зевса в образе животного или в виде золотого дождя, почитание некоторых богов в виде животных (Деметра почиталась в Аргосе в виде женщины с лошадиной головой, Посейдон иногда изображался в виде коня), животные атрибуты многих богов (сова Афины, орёл Зевса, змея Асклепия и др). В римской мифологии следы тотемизма сохранились плохо. Известны легенды о том, как отдельные племена самнитов при переселении вели животные: сорока, волк, бык, ставшие названиями этих племён. Сюда же, предположительно, относится предание о волчице, вскормившей легендарных Ромула и Рема, основавших Рим.
К мотиву брака с тотемом восходят волшебные сказки о чудесном супруге (Финист Ясный Сокол, Царевна-лягушка — ср. Каундинья, Тоётама-химэ и др.), этногенетические мифы (предок монголов Бортэ-Чино — «Сивый волк», волчица, выкормившая Ромула и Рема) и др.
Отдалённым отголоском тотемических мифов считается имеющий широкое распространение в культурах развитых народов рассказ о девственном (непорочном) зачатии. Христианский миф о зачатии Иисуса Христа Девой Марией от Святого Духа, по мнению исследователей, восходит к тотемическому мифу о беременности женщины от вхождения в неё тотемического зародыша. Тотемические истоки усматриваются также в некоторые других христианских представлениях: агнец божий, Святой Дух в образе голубя и др.

## Функция
Тотемический миф представляет собой символическую модель происхождения человеческой группы или элемента культуры. Тотемические мифы выполняют этиологическую функцию, объясняют тотемические обряды. В то же время ритуал в лицах воспроизводит содержание мифа. Тотемические мифы не должны быть известны непосвящённым, они воспринимаются как духовное сокровище группы.